# Karafawyana
Karafawyana (Karafawyna, Karafawyána), pleme američkih Indijanaca jezične porodice Cariban nastanjen u sjevernobrazilskim državama Amazonas, Pará i Roraima. Karafawyane su gotovo nestali a njihovi ostaci danas žive među Indijancima Wai-Wai, na rezervatima “Terra Indígena Nhamundá – Mapuera” i “Terra Indígena Trombetas – Mapuera”, koji su asimilirali cijeli niz nadvladanih sjevernobrazilskih plemena. Brojno stanje prema  'Joshu Projectu'  iznosi oko 50 sredinom 2000.-tih godina.

## Vanjske poveznice
- Povo Karafawyana